# دسترس‌پذیری بازی
در حوزه تعامل انسان و رایانه، دسترس‌پذیری بازی به دسترس‌پذیری بازی ویدئویی اشاره دارد. عموما دسترس‌پذیری بازی به دسترس‌پذیری همه‌ی محصولات بازی مانند بازی‌های ویدئویی، نقش‌آفرینی و بازی تخته‌ای و سایر محصولات مرتبط اشاره دارد. دسترس‌پذیری بازی زیر شاخه دسترس‌پذیری رایانه به شمار می‌رود و تحقیق می‌کند که چگونه نرم افزار و رایانه در هنگام اختلالات مختلف برای کاربران دسترس‌پذیر شود.